# Mistrzostwa Świata w Piłce Nożnej 2022 (eliminacje strefy UEFA)/Grupa B
Grupa B kwalifikacji do Mistrzostw Świata FIFA 2022 w strefie UEFA była jedną z dziesięciu grup UEFA w turnieju kwalifikacyjnym do Mistrzostw Świata, które zdecydowały, które drużyny zakwalifikowały się do turnieju finałowego Mistrzostw Świata FIFA 2022 w Katarze. 
Grupa B składała się z pięciu drużyn: Hiszpanii, Szwecji, Grecji, Gruzji i Kosowa. Zespoły grały przeciwko sobie u siebie i na wyjeździe w formacie każdy z każdym.
Zwycięzca grupy (Hiszpania) zakwalifikował się bezpośrednio na Mistrzostwa Świata w Piłce Nożnej 2022, a wicemistrz (Szwecja) awansował do drugiej rundy (baraży).

## Tabela
| Lp. | Drużyna   | M | Mecze | Mecze | Mecze | Bramki | Bramki | Bramki | Pkt |
| Lp. | Drużyna   | M | W     | R     | P     | +      | −      | +/−    | Pkt |
| --- | --------- | - | ----- | ----- | ----- | ------ | ------ | ------ | --- |
| 1.  | Hiszpania | 8 | 6     | 1     | 1     | 15     | 5      | +10    | 19  |
| 2.  | Szwecja   | 8 | 5     | 0     | 3     | 12     | 6      | +6     | 15  |
| 3.  | Grecja    | 8 | 2     | 4     | 2     | 8      | 8      | 0      | 10  |
| 4.  | Gruzja    | 8 | 2     | 1     | 5     | 6      | 12     | −6     | 7   |
| 5.  | Kosowo    | 8 | 1     | 2     | 5     | 5      | 15     | −10    | 5   |

|           | Hiszpania | Szwecja | Grecja | Gruzja | Kosowo |
| --------- | --------- | ------- | ------ | ------ | ------ |
| Hiszpania | X         | 1:0     | 1:1    | 4:0    | 3:1    |
| Szwecja   | 2:1       | X       | 2:0    | 1:0    | 3:0    |
| Grecja    | 0:1       | 2:1     | X      | 1:1    | 1:1    |
| Gruzja    | 1:2       | 2:0     | 0:2    | X      | 0:1    |
| Kosowo    | 0:2       | 0:3     | 1:1    | 1:2    | X      |

## Wyniki
| 25 marca 2021 20:45 CET | Hiszpania · Morata 33' | 1:1(1:0)Raport | Grecja · 57' (k.) Bakasetas | Estadio Nuevo Los Cármenes, Grenada Widzów: 0 Sędzia: Marco Guida |
|                         |                        |                |                             |                                                                   |

| 25 marca 2021 20:45 CET | Szwecja · Claesson 35' | 1:0(1:0)Raport | Gruzja | Friends Arena, Solna Widzów: 0 Sędzia: Benoît Bastien |
|                         |                        |                |        |                                                       |

| 28 marca 2021 18:00 CET | Gruzja · Kwaracchelia 44' | 1:2(1:0)Raport | Hiszpania · 56' F. Torres · 90+2' Olmo | Stadion im. Borisa Paiczadze, Tbilisi Widzów: 16 500 Sędzia: Radu Petrescu |
|                         |                           |                |                                        |                                                                            |

| 28 marca 2021 20:45 CET | Kosowo | 0:3(0:2)Raport | Szwecja · 12' Augustinsson · 35' Isak · 70' (k.) Larsson | Stadion im. Fadila Vokrriego, Prisztina Widzów: 0 Sędzia: Tamás Bognár |
|                         |        |                |                                                          |                                                                        |

| 31 marca 2021 20:45 CET | Hiszpania · Olmo 34' · F. Torres 36' · Moreno 75' | 3:1(2:0)Raport | Kosowo · 70' Halimi | Estadio La Cartuja, Sewilla Widzów: 0 Sędzia: Jakob Kehlet |
|                         |                                                   |                |                     |                                                            |

| 31 marca 2021 20:45 CET | Grecja · Kakabadze 76' (sam.) | 1:1(0:0)Raport | Gruzja · 78' Kwaracchelia | Stadion Tumba, Saloniki Widzów: 0 Sędzia: Szymon Marciniak |
|                         |                               |                |                           |                                                            |

| 2 września 2021 18:00 CET | Gruzja | 0:1(0:1)Raport | Kosowo · 18' Muriqi | Batumi Stadium, Batumi Widzów: 122 Sędzia: Mykoła Bałakin |
|                           |        |                |                     |                                                           |

| 2 września 2021 20:45 CET | Szwecja · Isak 6' · Claesson 57' | 2:1(1:1)Raport | Hiszpania · 5' Soler | Friends Arena, Solna Widzów: 16 901 Sędzia: Anthony Taylor |
|                           |                                  |                |                      |                                                            |

| 5 września 2021 20:45 CET | Hiszpania · Gayà 14' · Soler 25' · F. Torres 41' · Sarabia 63' | 4:0(3:0)Raport | Gruzja | Estadio Nuevo Vivero, Badajoz Widzów: 8 444 Sędzia: Tiago Martins |
|                           |                                                                |                |        |                                                                   |

| 5 września 2021 20:45 CET | Kosowo · Muriqi 90+2' | 1:1(0:1)Raport | Grecja · 45+2' Douvikas | Stadion im. Fadila Vokrriego, Prisztina Widzów: 1 200 Sędzia: François Letexier |
|                           |                       |                |                         |                                                                                 |

| 8 września 2021 20:45 CET | Kosowo | 0:2(0:1)Raport | Hiszpania · 32' Fornals · 90' F. Torres | Stadion im. Fadila Vokrriego, Prisztina Widzów: 1 200 Sędzia: Bobby Madden |
|                           |        |                |                                         |                                                                            |

| 8 września 2021 20:45 CET | Grecja · Bakasetas 62' · Pawlidis 78' | 2:1(0:0)Raport | Szwecja · 80' Quaison | Stadion Olimpijski, Ateny Widzów: 3 475 Sędzia: Siergiej Karasiow |
|                           |                                       |                |                       |                                                                   |

| 9 października 2021 18:00 CET | Szwecja · Forsberg 29' (k.) · Isak 62' · Quaison 79' | 3:0(1:0)Raport | Kosowo | Friends Arena, Solna Widzów: 44 213 Sędzia: Marco Di Bello |
|                               |                                                      |                |        |                                                            |

| 9 października 2021 18:00 CET | Gruzja | 0:2(0:0)Raport | Grecja · 90' (k.) Bakasetas · 90+5' Pelkas | Batumi Stadium, Batumi Widzów: 0 Sędzia: Donatas Rumšas |
|                               |        |                |                                            |                                                         |

| 12 października 2021 20:45 CET | Szwecja · Forsberg 59' (k.) · Isak 69' | 2:0(0:0)Raport | Grecja | Friends Arena, Solna Widzów: 47 314 Sędzia: Tobias Stieler |
|                                |                                        |                |        |                                                            |

| 12 października 2021 20:45 CET | Kosowo · Muriqi 45' (k.) | 1:2(1:1)Raport | Gruzja · 11' Okriaszwili · 82' Davitashvili | Stadion im. Fadila Vokrriego, Prisztina Widzów: 3 550 Sędzia: Paweł Raczkowski |
|                                |                          |                |                                             |                                                                                |

| 11 listopada 2021 18:00 CET | Gruzja · Kwaracchelia 61', 77' | 2:0(0:0)Raport | Szwecja | Batumi Stadium, Batumi Widzów: 6 800 Sędzia: Serdar Gözübüyük |
|                             |                                |                |         |                                                               |

| 11 listopada 2021 20:45 CET | Grecja | 0:1(0:1)Raport | Hiszpania · 26' (k.) Sarabia | Stadion Olimpijski, Ateny Widzów: 7 825 Sędzia: Szymon Marciniak |
|                             |        |                |                              |                                                                  |

| 14 listopada 2021 20:45 CET | Hiszpania · Morata 86' | 1:0(0:0)Raport | Szwecja | Estadio La Cartuja, Sewilla Widzów: 51 844 Sędzia: Felix Brych |
|                             |                        |                |         |                                                                |

| 14 listopada 2021 20:45 CET | Grecja · Masuras 44' | 1:1(1:0)Raport | Kosowo · 76' Rrahmani | Stadion Olimpijski, Ateny Widzów: 1 388 Sędzia: Alaksiej Kulbakou |
|                             |                      |                |                       |                                                                   |

## Strzelcy
4 gole
- Chwicza Kwaracchelia
- Ferran Torres
- Alexander Isak

3 gole
- Anastasios Bakasetas
- Vedat Muriqi

2 gole

- Álvaro Morata
- Dani Olmo
- Pablo Sarabia
- Carlos Soler
- Viktor Claesson
- Emil Forsberg
- Robin Quaison

1 gol

- Anastasios Duwikas
- Jorgos Masuras
- Wangelis Pawlidis
- Dimitris Pelkas
- Zuriko Dawitaszvili
- Tornike Okriaszwili
- Pablo Fornals
- Gerard Moreno
- Besar Halimi
- Amir Rrahmani
- Ludwig Augustinsson
- Sebastian Larsson
- José Gayà

Gole samobójcze
- Otar Kakabadze (dla Grecji)